# Stiftung Hilfswerk Deutscher Zahnärzte
Die Stiftung Hilfswerk Deutscher Zahnärzte für Lepra- und Notgebiete (C. H. Bartels Fund) wurde am 18. Mai 1987 durch den Göttinger Zahnarzt Carl Heinz Bartels gegründet. Die Stiftung ist aus der von C. H. Bartels im Jahre 1981 ins Leben gerufenen Initiative Patenschaft Niedersächsischer Zahnärzte für Lepragebiete hervorgegangen. Auslöser für die Patenschaft und die spätere Stiftung waren die schockierenden Erlebnisse des Göttinger Zahnarztes in den Lepragebieten Südostasiens.

## Tätigkeitsgebiete
Das HDZ ist dort tätig, wo staatliche Hilfsmaßnahmen nicht greifen und wo die großen Hilfsorganisationen nicht vertreten sind.
Die Hilfsmaßnahmen setzen punktuell aber umfassend an. Insbesondere bei:
- Zahnstationen
- Waisenhäusern
- Kinderheimen
- Schulen

Dazu wurden und werden auch Krankenstationen gebaut und komplett ausgestattet. Immer steht die Hilfe zur Selbsthilfe dabei im Vordergrund, wie zum Beispiel bei:
- Schul- und Berufsausbildung junger Menschen
- Einrichtung von Arbeitsstätten
- Unterweisung von Ärzten und Zahnärzten sowie Hilfspersonal an den gelieferten Ausrüstungsgegenständen
- Versorgung mit Medikamenten

Das HDZ ist kontinuierlich im Einsatz in Asien, Afrika, den europäischen Ländern aber auch in Deutschland. Alleine im Jahr 2014 wurden mehr als 50 Projekte mit einem Volumen von fast 800.000 Euro angegangen oder abgeschlossen. Dabei werden Projekte nicht ausschließlich alleine durchgeführt, sondern auch gemeinsam mit Partnern, wie z. B. Don Bosco Mundo, der Gesellschaft für Internationale Zusammenarbeit (GIZ), den Deutschen Botschaften in Albanien, Kambodscha, der Mongolei und Usbekistan und anderen. Von seiner Gründung bis einschließlich des Jahres 2012 hat das HDZ Hilfsgüter und Geldspenden im Wert von über 30 Mio. Euro gesammelt und in über 1.000 Projekten in mehr als 60 Ländern für die karitative Arbeit eingesetzt. Die Stiftung setzt mehr als 90 % der Spenden für Hilfsleistungen ein.

## Kuratorium
Das einzige Stiftungsorgan ist das Kuratorium. Aus den Mitgliedern des Kuratoriums werden der Vorsteher und dessen Stellvertreter gewählt. Der Vorsteher führt die laufenden Geschäfte der Stiftung.

## Schirmherrschaft, Patronat und Mitgliedschaften
Das Hilfswerk Deutscher Zahnärzte (HDZ) steht unter der Schirmherrschaft der Bundeszahnärztekammer, deren Prüfstelle auch die Jahresabrechnung des HDZ erstellt. Der Präsident der Bundeszahnärztekammer Peter Engel würdigte die Stiftung zu ihrem 25-jährigen Bestehen im Rahmen eines Festaktes in Hannover am 19. Oktober 2012.
Der ehemalige Präsident der Bundeszahnärztekammer, Horst Sebastian, sorgte unter anderem durch sein besonderes Engagement für das HDZ dafür, dass die notwendigen Mittel für den Bau eines Waisen-Kinderheims in Peru sowie für die Unterbringung und Ausbildung von 80 Mädchen sichergestellt wurden. Das Kinderheim liegt im Tal des heiligen Inka-Flusses Urubamba, ca. 30 Min. von Cusco entfernt und trägt den Namen Dr.-Horst-Sebastian-Village. Damit wurde eines der größten Projekte des Hilfswerks realisiert.
Die Zahnärztekammer Niedersachsen hat das Patronat übernommen. Dies deshalb, da die ursprüngliche Initiative, die oben erwähnte Patenschaft Niedersächsischer Zahnärzte für Lepragebiete in Niedersachsen entstanden ist und die Stiftung auch dort ihren Sitz hat.
Die Stiftung ist Mitglied der Initiative Transparente Zivilgesellschaft und unterstützt deren Ziele nachhaltig.